# Conflict: Desert Storm
Conflict: Desert Storm är ett taktiskt shooter-datorspel som utvecklats av Pivotal Games och publiceras av SCi Games och Gotham Games för Microsoft Windows, PlayStation 2, Xbox och GameCube; Det är den första delen i Conflict-serien. Ett annat spel med samma namn producerades för mobiltelefoner, utvecklade av Synergenix och publicerad av Kayak Interactive.